# قرية خيرة
خيرة هي قرية تابعة لمحافظة بني حسن تقع في منطقة الباحة جنوب غرب المملكة العربية السعودية، يقدر عدد سكانها بأكثر من ثلاثة آلاف نسمة.